# Anna Shackley
Anna Shackley (Milngavie, 17 de mayo de 2001) es una deportista británica que compitió en ciclismo en la modalidad de ruta.
Ganó una medalla de bronce en el Campeonato Mundial de Ciclismo en Ruta de 2023 y una medalla de plata en el Campeonato Europeo de Ciclismo en Ruta de 2023, ambas en la prueba de ruta sub-23.
En 2024 tuvo que poner fin a su carrera debido a problemas cardíacos.

## Medallero internacional
| Campeonato Mundial | Campeonato Mundial     | Campeonato Mundial | Campeonato Mundial |
| Año                | Lugar                  | Medalla            | Competición        |
| ------------------ | ---------------------- | ------------------ | ------------------ |
| 2023               | Glasgow (Reino Unido)  | Medalla de bronce  | Ruta sub-23        |
| Campeonato Europeo |                        |                    |                    |
| Año                | Lugar                  | Medalla            | Competición        |
| 2023               | Drenthe (Países Bajos) | Medalla de plata   | Ruta sub-23        |

## Palmarés
2023
- 2.ª en el Campeonato Europeo en Ruta sub-23